# De Berk (Echt)
De Berk is een wijk en bedrijventerrein in het noorden van Echt in de Nederlandse provincie Limburg, ter hoogte van knooppunt Het Vonderen.
De wijk telde in 2022 14 woningen met 40 bewoners. Het bedrijventerrein in de wijk is ongeveer 70 hectare groot en ligt gedeeltelijk ingeklemd tussen de spoorlijn Sittard - Roermond en de A2. De Berk heeft sinds 2007 het Keurmerk Veilig Ondernemen. In de jaren tien is het bedrijventerrein uitgebreid en er zijn diverse grote en kleine ondernemingen gevestigd. In 2022 liggen er wederom plannen om het terrein verder uit te breiden
Kernen: Dieteren · Echt · Koningsbosch · Maria Hoop · Nieuwstadt · Pey · Roosteren · Sint Joost · Slek · Susteren

Buurten en buurtschappen: Aan het Echterbosch · Aan Reijans · Aasterberg · Baakhoven · Berkelaar · Christinawijk · Echterbosch · Frenkenshof · Gebroek · Gulickshof · Haeselaarbroek · Heide · Hingen · Hommelhof · Illikhoven · Kokkelert · Lange Bosschen · Liboscherveld · Mariaveld · Pepinusbrug · Pepiniushof · In de Mehre · Middelveld · Munsterveld · Oevereind · Ophoven · Oud-Roosteren · Putbroek · Schilberg · Sint Anna · Sint Antoniushoeve · Spaanshuisken · Visserweert · Vogelsang · Wolfskoul

Bedrijventerreinen: De Berk · Businesspark ML · Dieterderweg · De Loop · Wolfskoul

Limburg: Steden en dorpen      Nederland: Provincies · Gemeenten